# Markomannere
Markomannere (Marcomanni) var et germansk folkeslag som levede i egnen omkring floden Main i det nordlige Bayern i den centrale del af nutidens Tyskland. De var antagelig i slægt med eller nært forbundet med Svebere og Burere.

## Historie

### Oprindelse
Forskerne antager, at navnet på den germanske stamme kan have to kilder:
1. germansk eller gammelhøjtysk for «mark» i betydningen «grænse», «grænseland» som i Danmark eller Vingulmark og «mænd», altså «grænsemændene»; eller måske mere tvivlsomt
2. navnet på en romersk legat Marcus Fabius Romanus, som deserterede fra Nero Claudius Drusus, kejser Augustus’ stedsøns legioner under hans germanske felttog ca. år 13 f.Kr.. Han antages at have samlet en lurvet gruppe af germanske stammer til en slagkraftig styrke. [1] En anden kilde antyder, at Marcus Fabius Romanus blev sendt i landflygtighed efter at have spekuleret i hvede og ikke deserterede fra hæren; denne kilde forbinder også Romanus med markomannere i årene efter hans landflygtighed. Flere kilder kalder Romanus senator, en stor jordejer og en noget kontroversiel finansiel støtte af en af fraktionerne indenfor hestevæddeløb med vogne. [2]

### Ældste historie
De sydtyske markomannere boede i 1. århundrede f.Kr. ved den øvre Main og trængte herfra frem mod de keltiske naboer i sydvest og sydøst. En del af dem fulgte sveberhøvdingen Ariovist på hans tog mod Gallien og bukkede under for Cæsar (70—58 f.Kr.); samtidig trængte markomannerne frem mod de keltiske bojer i Böhmen (Baihaim, det vil sige Bojerhjem). År 58 f.Kr. var bojerne gået over Donau og draget mod Gallien, vigende for markomannerne. En del af markomannerne vedblev at bo vest for Böhmen i landet fra Main til Donau. Drusus angreb og besejrede flere germanske stammer. Han forsøgte at flytte Romerrigets grænse fra Rhinen til Elben. Han tilføjede markomannerne et stort nederlag på sit tog til Nordtyskland, hvor efter romerne overlod landet til hermundurerne.

### Under Marbod
Markomannerne følte sig truet og trak øst over. Omkring år 9 f.Kr. erobrede de det område, som i dag er Böhmen (Boiheim), fra den keltiske stamme Boierne. Her etablerede deres konge Marbod eller Maroboduus, som tidligere havde været lejesoldat og den romerske kejsers yndling og længe boet i Rom, et stort kongedømme efter Roms forbillede. Hen fik opbygget et germansk folkeforbund, der foruden markomannere omfattede quadere, hermundurere og semnonere og tidvis endog longobarderne og goterne. Kejser Tiberius blev mistænksom mod den nye magt og drog på hærtogt mod Marbod med en hær, der var omtrent dobbelt så stor, som de 70.000 mand til fods og 4.000 ryttere, som Marbod kunne mobilisere. Marbod forsøgte at holde sig neutral i forhold til Rom, som blev tvunget til at drage mod Illyrien for at nedkæmpe et oprør, som var startet her. Andre germanske lydstammer under Rom benyttede muligheden for ligeledes at gøre oprør, således cheruskernes høvding Arminius. Da romerne vendte tilbage fra Illyrien år 9 e.Kr. med hæren under ledelse af Varus og drog mod Arminius, blev de besejrede i Teutoburgerskoven. Arminius sendte Varus' hoved til Marbod for at vise sin respekt for ham, men Marbod sendte hovedet videre til kejseren i Rom for at vise sin loyalitet.
Marbods neutralitet gjorde flere germanske stammer forargede, og dertil kom, at han tog kongetitel og forsøgte at regere egenmægtigt. Goterne og nogle andre stammer gjorde derfor oprør mod Marbod, hvilket førte til borgerkrig i Germanien. Efter et uafgjort slag drog Marbod til Rom for at få støtte til sin kamp mod de andre stammer, men romerne svarede, at de - som han selv havde været - ville forholde sig neutrale. Arminius vendte sig efter sin sejr over Rom snart mod Marbod, slog ham og sprængte hans forbund (år 17 e.Kr.). År 19 blev Marbod fordrevet fra Böhmen af høvdingen Katvalda, der selv året efter blev fordrevet af hermundurerne. Efter sit nederlag frasagde Marbod sig ledelsen over riget og bosatte sig i Ravenna med en livstids pension fra den romerske stat. Der efter faldt hele Marbods stammeforbund sammen, og hæren fik lov at bosætte sig i Noricum, da den ikke turde forblive i Germanien.
Svækkede ved disse og følgende tronstridigheder kom markomannerne nu stærkt under Roms indflydelse: den romerske skribent Tacitus omtaler markomannerne som en stamme med konger udpeget af Rom. . Men markomannerne hævede sig igen og afviste år 90 sejrrigt et angreb af kejser Domitian.

### De markomanniske krige
Efter freden med Rom blev trykket mod markomannerne og quaderne fra andre germanske stammer så stort, at de forsøgte at drage mod syd, hvilket indledte de såkaldte markomannerkrige. I henhold til historikeren Eutropius kæmpede kejser Marcus Aurelius' styrker i tre år mod et forbund af markomannere, quadere, vandalere og sarmatere ved fæstningen Carnuntum i Pannonien i nutidens Østrig. Krigene begyndte i 166 da markomannerne trængte gennem forsvarsværkene ved Vindobona og Carnuntum, gik over grænsen mellem provinserne Pannonien og Noricum og hærgede Flavia Solva. Forbundet blev først stoppet lige før Aquileia ved Adriaterhavet. Krigene varede til Marcus Aurelius' død i 180, hvor efter han søn Commodius indgik en fred, som bragte markomannerne tilbage under romersk kontrol: de måtte kun afholde ting een gang om måneden og under opsyn af en romersk embedsmand. Freden var kun begrænset succes for Rom. Donau forblev romersk grænse i nord indtil Romerriget gik endeligt under.
Eutropius sammenlignede krigene og Marcus Aurelius’ succes mod markomannerne og deres allierede med de puniske krige. Krigen var et vendepunkt og førte til betydelige romerske nederlag. Den betød også døden for to af kommandanterne for Pretorianergarden.

### Senere historie
I 250-erne og igen i 290-erne forsøgte markomannerne nye angreb mod Donaugrænsen men uden held. Imidlertid synes en del af markomannerne at have trådt i tjeneste i den romerske hær som feoderati og at have slået sig ned på romersk område. Som sådanne omtales markomanner i den formentlig fra 400-tallet stammende rigsmatrikel (notitia dignitatum), og formodentlig hørte den kristne markomannerdronning Frigitil disse markomannere.
Markomannerne blev kristnet under dronning Fritigil i midten af 300-tallet. Fritigil brevvekslede med Ambrosius af Milano om markomannernes konvertering.
Som en del af folkevandringerne krydsede en gruppe af markomannere, burere og quadere Pyrenæerne i år 409 og etablerede sig i den romerske provins Gallaecia, nutidens Galicien og det nordlige Portugal. Her kunne de som foederati grundlægge det svebiske kongedømme i Gallaecia. Der sværgede deres konge Hermeric troskab til kejseren i år 410. Byen Bracara Augusta, nutidens Braga i Portugal og tidligere provinshovedstad i Gallaecia, blev hovedstad i kongedømmet. Senere, efter det vestromerske riges opløsning i 476 slog markomannere sig ned i Noricum og Raetia øst for Lech i det senere Bayern.
Under de store folkevandringer trådte markomannerne i skyggen, idet andre germanske stammer trængte sig ind mellem dem og romerne, men i 5.—6. århundrede drog både disse og romerne mod sydvest. Vandalerne udvandrede fra Pannonien 406, rugerne i Østrig knustes 487 af Romerrigets omstyrter Odovaker, der dog trods sin sejr opgav romernes tilbageværende Donau-fæstninger og trak hovedmassen af de romerske provinsindbyggere tilbage til Italien. Østgoterne indvandrede til Italien 489, langobarderne fulgte dem 568. Da pladsen således rømmedes, genoptog markomannerne deres udbredelse mod syd. De forlod Böhmen, som overgik til slaverne, og nedsatte sig i det herreløse Syddonauland mellem floderne Lech og Enns, det vil sige Sydbayern og Vestøstrig. Efter, at Karl den Store havde knust avarerne, udbredte markomannerne sig også øst for Enns, hvor de mødtes med slaverne. De romanske folkerester på Alpernes nordskråninger fortyskedes efterhånden og gik op i markomannerne, ligeledes slaverne nord for Drau-floden. I 5. århundrede forsvinder imidlertid det gamle navn markomanner og afløses af navnet baivarjer (bajuvarer)

## Klassiske kilder
- Caesars De Bello Gallico, hos The Latin Library
- Tacitus’ Germania, hos hos The Latin Library
- Tacitus’ Annales, hos hos The Latin Library